# Drive Like Jehu
Drive Like Jehu fue una banda estadounidense de post-hardcore originaria de San Diego (California) y formada en 1990 por Rick Froberg, John Reis, Mike Kennedy y Mark Trombino. Considerada, además, como una de las bandas pioneras en la segunda ola del emo.
Esta se desintegró en 1995 tras lanzar dos álbumes de estudio. Su música combinaba elementos del punk rock con guitarras rítmicas resultando una música descrita en ocasiones como noise rock o math rock[cita requerida]. Lanzaron dos álbumes en sus cinco años de carrera, la cual se vio truncada, en parte, por la cada vez mayor implicación de Reis en su banda paralela, Rocket from the Crypt. El éxito de esta banda, también local de San Diego, y de la entonces futura banda de Froberg, Hot Snakes, se tradujo en un notable aumento del interés de los medios y el público en Drive Like Jehu. Hasta el punto en que el sello independiente local Swami Records tuvo que relanzar en 2003 el segundo y último álbum de la banda, Yank Crime, lanzado originalmente en 1994.

## Miembros
- Rick Froberg - guitarra, cantante
- John Reis - guitarra, coros
- Mike Kennedy - bajo
- Mark Trombino - batería

## Discografía

### Álbumes
| Año  | Título          | Sello                 | Notas |
| ---- | --------------- | --------------------- | --- |
| 1991 | Drive Like Jehu | Cargo/Headhunter      | Álbum debut. |
| 1994 | Yank Crime      | Interscope/Headhunter | Álbum final. Relanzado en 2003 por Swami Records con canciones del sencillo "Hand Over Fist"/"Bullet Train to Vegas" y del recopilatorio Head Start to Purgatory. |

### Singles
| Año  | Título                                   | Sello | Notas                                                                                   |
| ---- | ---------------------------------------- | ----- | --------------------------------------------------------------------------------------- |
| 1992 | "Hand Over Fist"/"Bullet Train to Vegas" | Merge | Fuera de mercado. Ambas canciones aparecieron en el relanzamiento del álbum Yank Crime. |

### Otras apariciones
| Año  | Álbum                   | Sello            | Canción  | Notas |
| ---- | ----------------------- | ---------------- | -------- | --- |
| 1993 | Head Start to Purgatory | Cargo/Headhunter | "Sinews" | Recopilación de bandas de San Diego. Canción relanzada en la versión de 2003 de Yank Crime. Esta versión difiere de la que aparece en dicho álbum. |